# Литвиненко Тетяна
Тетя́на Литвине́нко — бадмінтоністка, 6-разова чемпіонка СРСР, чемпіонка України 1992 і 1993 років, майстер спорту СРСР міжнародного класу.

## Загальні відомості
Вихованка архангельського тренера Валерія Ломанова.
Після переїзду до Дніпропетровська тренувалась в клубі «Метеор».

## Досягнення
В Чемпіонатах України:
жіноча парна категорія
- 1992 — Євтушенко Вікторія — Литвиненко Тетяна (золото)
- 1993 — Євтушенко Вікторія — Литвиненко Тетяна (золото)

В Чемпіонатах СРСР:

1979 разом з Людмилою Сусло — чемпіонка СРСР серед юніорів.
В чемпіонатах СРСР перемагала в одиночній категорії в 1982 (Дніпро), в 1983 (Караганда) і в 1985 роках (Дніпро).
У жіночій парній категорії була чемпіонкою СРСР в парі з Вікторією Прон в 1985 році (Дніпро), в 1988 році (Мінськ), а в 1986 році (Харків) — в парі з Оленою Рибкіною.
В міжнародних змаганнях:

У 1984 та 1989 роках вона перемагала на турнірі Czechoslovakian International, а в 1985 році — на турнірі Swiss Open (переможець в одиничній категорії та в парній жіночій категорії разом з Оленою Рибкіною). 1986 — переможець в одиничній категорії та в парі з Вікторією Прон на міжнародному турнірі Werner Seelenbinder International (Ерфурт, НДР).